# Jeffrey Tate
Sir Jeffrey Philip Tate (Salisbury, 1943. április 28. – Bergamo, 2017. június 2.) angol karmester, orvos.

## Élete
1943. április 28-án nyitott gerinccel és púposan született, Salisburyben, így egész életét kerekesszékben kellett töltenie. Fiatalon költözött Farnhambe családjával, itt járt általános iskolába is. A Cambridge-i Egyetemre állami ösztöndíjasként jutott be, itt színházi előadásokat rendezett. Bár kezdetben az orvoslás érdekelte, karrierjét feladta, hogy zenét tanulhasson a London Opera Centre-ben. Korrepetitor és mentor lett belőle a Covent Garden Királyi Operaháznál, Solti György segítségével.
Nemzetközi bemutatkozása a New York-i Metropolitan Operában, 1979-ben történt. 1985-ben az Angol Kamarazenekar első karmesterévé nevezték ki. 1986. szeptember 1-jei hatállyal ő lett a Királyi Operaház vezető karmestere, e címet ő viselte először az operaház történetében. 1991 és 1995 között a Rotterdami Filharmonikus Zenekar vezető karmestere, 2005–2010 között pedig a nápolyi Teatro di San Carlo dalszínház zenei igazgatója volt.
2007 októberében a Hamburgi Zenekar jelentette be vezető karmesteri kinevezését, ám a címet formálisan csak 2009-ben fogadta el. 2014-ben jelentette be a zenekar szerződésének 2019-ig történő meghosszabbítását.
Vezető vendégkarmestere, valamint művészeti tanácsadója lett az Adelaide Symphony Orchestrának a 2016/17-es szezonban, köszönhetően részben 1998-as együttműködésüknek A Nibelung gyűrűje megrendezésében.
A magánéletben partnere Klaus Kuhlemann német geomorfológus volt, akivel 1977-es kölni karmesterkedése során találkozott. Tate két szempontból is kívülállónak tartotta magát:
„A melegvilág valamilyen rejtélyes okból kevés dolgot tart többre, mint a testi tökéletességet… rokkantnak lenni egy ilyen világban nehezebb.”
A brit zenéért tett tengerentúli szolgálataiért 2017-ben II. Erzsébet brit királynő a Brit Birodalom Rendjének lovagjává ütötte.

## Fordítás
- Ez a szócikk részben vagy egészben  a   Jeffrey Tate című angol Wikipédia-szócikk ezen változatának fordításán alapul.  Az eredeti cikk szerkesztőit annak laptörténete sorolja fel. Ez a jelzés csupán a megfogalmazás eredetét és a szerzői jogokat jelzi, nem szolgál a cikkben szereplő információk forrásmegjelöléseként.